# Callistosiren boriquensis
Il callistosiren (Callistosiren boriquensis) è un mammifero sirenio estinto, appartenente ai dugongidi. Visse nell'Oligocene superiore (circa 27 - 25 milioni di anni fa) e i suoi resti fossili sono stati ritrovati a Porto Rico.

## Descrizione
Questo animale era molto simile a un dugongo attuale, dal quale differiva per alcune caratteristiche più arcaiche dello scheletro. Come l'attuale dugongo, anche Callistosiren era dotato di un muso dal rostro incurvato all'ingiù e dotato di corte zanne, anche se la morfologia delle ossa craniche e il grado di flessione del rostro (circa 43 gradi) erano notevolmente diverse dal dugongo. Le ossa dello scheletro di Callistosiren differivano da quelle della maggior parte degli altri sireni per il fatto che erano osteosclerotiche, ma quasi per nulla pachiostotiche, ovvero avevano una densità notevole, ma non erano particolarmente spesse.

## Classificazione
Callistosiren è un membro antico, ma già piuttosto derivato della famiglia dei dugongidi. In uno studio del 2015 compiuto da Velez-Juarbe e Domning, Callistosiren risulterebbe parte della sottofamiglia Dugonginae, alla base di un clade comprendente forme dotate di grandi zanne (come Rytiodus e Dioplotherium) e gli immediati antenati dei dugonghi attuali. 
Callistosiren boriquensis venne descritto per la prima volta nel 2015, sulla base di resti fossili ritrovati in terreni dell'Oligocene superiore a Porto Rico.

## Paleoecologia
Le caratteristiche costole osteosclerotiche, ma poco pachiostotiche di Callistosiren potrebbero essere state un adattamento per immersioni più profonde di quelle effettuate dai suoi stretti parenti, in cerca di piante acquatiche a profondità superiori ai 10 metri. La deflessione del rostro e la morfologia cranica sembrano inoltre indicare che Callistosiren si nutrisse di rizomi di grandi piante marine che scovava sul fondale del mare, al contrario di altri dugongidi simili che dovevano nutrirsi delle piante acquatiche libere nell'acqua.